# Лезо бритви (роман)
«Лезо бритви» (рос. «Лезвие бритвы») — роман російського письменника Івана Єфремова, написаний в 1963 році. У сюжеті переплетені пригодницькі мотиви, психіатричні теорії і практики, любовні лінії, філософські та наукові роздуми. Заслуговує на увагу новаторство Єфремова в царині широкого застосування науки до життя. Багато місця приділено містичній філософії Реріха. Є тут і елементи наукової фантастики, зокрема, візуалізація генетичної пам'яті людини.
Роман вперше був опублікований в 1963 році в журналі «Нева», а в наступному році — у видавництві «Молода гвардія».

## Сюжет
Динамічний сюжет складається з кількох ліній: історія лікаря і психофізіолога Гиріна, який вивчає приховані можливості людського мозку; історія італійців, які вирушили в Африку по алмази; історія індійського художника. Всіх цих персонажів об'єднує таємниця чорної корони, яка відіграла важливу роль в житті Олександра Македонського.

## Проблематика і художні особливості

### Міра
Безперечним здобутком Єфремова є введення в літературний обіг самого поняття «лезо бритви». У романі воно трактується як своєрідна золота середина між двома крайнощами. Цьому явищу автор приділяє багато уваги, застосовуючи дане означення до численних суспільних і особистісних явищ. Філософське розуміння поняття «міра» також знаходить широкий вжиток на сторінках роману.

### Краса і ерос
У «Лезі бритви», вочевидь, центральною є проблема краси. Проте авторський ідеал «Краси Ненаглядної» у романі протирічить введеному ним же принципу леза бритви. Краса в розумінні Єфремова — це біологічна доцільність. Жіночий ерос є явищем природним і раціональним, підпорядкованим репродуктивній функції. Красива жінка — завжди справжня, фізично здорова. У оспівуванні еросу автор іноді втрачає міру, якою так дорожить — його героїня є колишньою порноакторкою. Оди тілесності поєднуються із замовчуванням внутрішнього розвитку людини, насамперед, жінки. Характерно, що всі головні герої «Леза бритви» так чи інакше дотичні саме до тілесності — лікарі, художники, скульптори, танцівниці.

### Мова персонажів
Герої роману не виглядають звичайними представниками 1960-х, як цього можна було б очікувати. Іван Гирін є більш схожим на Дара Вітра з «Туманності Андромеди», перенесеного в реалії «Відлиги». Він не є тривіальним радянським лікарем-хірургом. Він і філософ, що володіє гіпнозом, і, фактично, йог-гуру.
Діалоги подібних персонажів, що присвячені, здебільшого, якимось світоглядним і відстороненим речам, не схожі на реальні розмови людей, навіть з інтелігентського середовища того часу. Натомість повсякденної побутової комунікації герої практично не ведуть.

### Схід-Захід
Ще однією особливістю твору є авторське протиставлення культур Сходу і Заходу. У романі постійно зустрічається антизахідна риторика, сформована оригінальна концепція боротьби західного прагматично-раціонального, з чоловічим началом, світу проти матріархального Сходу. Саме колективний Захід винен перед всім людством через свій смертний гріх — породження фашизму, якого він ніколи не спокутає. Апогеєм концепції є глава «Тіні бузувірів», де нищівній критиці піддається європейське середньовіччя. Автор звинувачує християнський Захід, а заодно й єврейський монотеїзм, у тому, що ті душили жіночу чуттєвість усіма способами. Коли індуси творили Камасутру, вирізали з каменю досить відверті фігури пишногрудих оголених жінок, то релігійні фанатики Європи огортали жінку в безформне драння і проголошували її мало не слугою сатани. Коли в Індії жінка є символом Праматері, то в Європі вона — спокусниця Адама. Характеризуючи «Молот відьом», Єфремов зазначає, що відьми не були злими чаклунками, а лише «відали», знали більше за інших.
У романі висловлюється думка, що ще в часи високого середньовіччя на Заході поширився ідеал дистрофічної жінки. Саме такий типаж був дуже поширеним в «наглухо закритих» середньовічних містах-фортецях, де завжди існувала загроза голоду. На цьому тлі єфремівська Індія виглядає ідилічно: смагляві красуні та чоловіки-філософи — сильні тілом і благородні душею люди. Лише кілька разів згадані купи сміття на нескінченних міських нетрях індійських міст.
Росія, на думку Єфремова, хоча й має європейську культуру, та все ж є оптимальнішою за Європу, має власний історичний та культурний шлях. Продовжуючи свою традицію звеличення Індії та античного Середземномор'я, автор припускає, що російська філософія і навіть балет дуже близькі до індійських практик і танців.